# Acronicta nigricans
Acronicta nigricans là một loài bướm đêm trong họ Noctuidae.